# Doctor of Business Administration
Der Doctor of Business Administration (i. d. R. dem Namen nachgestellt mit DBA, D.B.A. oder als Dr. dem Namen vorangestellt) stellt den höchsten akademischen Grad in der angelsächsischen universitären Managementausbildung dar. Der Grad Doctor of Business Administration wurde ursprünglich von der US-amerikanischen Harvard University entwickelt und hat keine direkte Entsprechung im deutschen Hochschulsystem. Er wird aber zunehmend als berufsbegleitendes Promotionsstudium auch von Universitäten und Hochschulen in Deutschland angeboten. Dies erfolgt in der Regel in Kooperation mit einer anerkannten und akkreditierten ausländischen Hochschule.

## Vergleich mit PhD und Dr.

### Deutschland
Der akademische Grad eines Doctor of Business Administration entspricht grundsätzlich einem Doctor of Philosophy (Ph.D.), der Fokus liegt jedoch eher auf der Anwendung von theoretischem Wissen in der Praxis. Das US-Bildungsministerium sowie der British Economic and Social Research Council erkennen den DBA als gleichwertig zum Ph.D. an. Dies gilt seit Mitte 2016 auch in Deutschland. Laut Beschluss der Kultusministerkonferenz sind "DBA" und "Dr." als gleichwertig anzusehen. Die allgemeinen Vorschriften für die Anerkennung gelten auch für den Hochschulgrad "Doctor of Business Administration" (DBA). Auf der Anerkennungsplattform Anabin wird der Abschluss der Äquivalenzklasse D1 zugeordnet, die den vollen Doktorgrad bezeichnet. Anabin ist eine Datenbank der Kultusministerkonferenz, das Akronym steht für "Anerkennung und Bewertung ausländischer Bildungsnachweise". Somit ist der DBA der Promotion an einer deutschen Hochschule formal gleichgestellt. Der Grad kann wahlweise in der Originalabkürzungsform "DBA" oder in der Form "Dr." ohne Fach- und Herkunftszusatz in Deutschland geführt werden.
Die Zulassungsvoraussetzungen sind durch die Promotionsordnungen der Universitäten geregelt. Während einige Hochschulen und Universitäten einen mit mindestens „gut“ abgeschlossenen Mastergrad, z. B. einen Master of Business Administration (MBA) oder einen Master of Science (MSc) voraussetzen, setzen die meisten Promotionsordnungen daneben auch mehrjährige Managementerfahrung und/oder wissenschaftliche Tätigkeit sowie Publikationen voraus. DBA-Programme dauern meist drei bis sechs Jahre.

### Schweiz
Gegenwärtig hat sich die Schweiz an die Lissaboner Verträge zu halten und verpflichtet sich damit, die Hochschulgrade des verleihenden Partnerlandes in deren Originalform zu akzeptieren.

## Abgrenzung zum Ph.D.
Zwischen Ph.D.- und DBA-Programme gibt es grundlegende Unterschiede. Beide Promotions-Konzepte verfolgen unterschiedliche Ziele und adressieren unterschiedliche Zielgruppen. Im Gegensatz zu einem Ph.D.-Grad in Management konzentriert sich ein DBA nicht auf die klassische theoretische, sondern auf die praxisorientierte Forschung.
Weltweit bieten einige Universitäten Programme mit Doppelabschluss MBA/DBA im Fernstudium an, so dass ein Master of Business Administration und der Doctor of Business Administration im Rahmen eines Programms absolviert werden können. Die Berufstätigkeit ist eine zwingende Zulassungsvoraussetzung für fast alle bekannten DBA-Programme. In aller Regel werden DBA-Studiengänge jedoch berufsbegleitend angeboten, oft als sogenannte Blended-Learning-Konzepte, bei denen sich Präsenzphasen sowie Distanz- oder das Online-Lernen abwechseln.

## Executive Doctor of Business Administration
Die Kennzeichnung Executive DBA weist darauf hin, dass als Zulassungsvoraussetzung eine mehrjährige Führungserfahrung (in der Regel 10 Jahre) vorhanden sein muss.